# Endlose Nächte
Endlose Nächte ist der Titel eines Schlagers von Freddy (Freddy Quinn) und den Dominos, der 1956 im Musiklabel Polydor als Single (sowohl auf Schellack- als auch auf Vinylschallplatte) veröffentlicht wurde. Die B-Seite der Single bestand aus dem Lied Bel Sante. 1957 wurde es in den Vereinigten Staaten als B-Seite der Single Memories Are Made of This (englischer Titel von Heimweh) unter dem Titel Endless Night produziert, Quinn sang das Lied dennoch auf Deutsch.
Laut der Gesellschaft für musikalische Aufführungs- und mechanische Vervielfältigungsrechte stammen Musik und Text des Lieds von Ralf Arnie und Werner Cyprys (GEMA-Werk.-Nr.: 1160115-001). Als Bearbeiter einer weiteren Version (GEMA-Werk.-Nr.: 1160115-002) ist Bert Kaempfert eingetragen.
Im Text geht es um einen Jungen, dessen Vater Alkoholiker ist und dessen Mutter stirbt, als das Kind acht Jahre alt ist. In „endlosen Nächten“ „träumt er“ und „weint sich aus“ – was er sich wünscht ist „etwas Liebe und ein Zuhaus’.“ Er gibt die Hoffnung nicht auf, eines Tages Liebe und ein Zuhaus’ zu finden.
Für Fred Bertelmann war Endlose Nächte einer von drei Coverversionen von Freddy-Quinn-Liedern, neben Heimweh und Wer das vergisst.